# The Brighter Story
The Brighter Story is een album van Jasper Erkens dat op 23 maart 2009 verscheen. Het was zijn eerste album met 11 liedjes erop.

## Tracklist
| Nr. | Titel                 | Duur |
| --- | --------------------- | ---- |
| 1.  | Everybody is the same |      |
| 2.  | Waiting like a dog    |      |
| 3.  | Crazy                 |      |
| 4.  | The brighter story    |      |
| 5.  | Dear diary            |      |
| 6.  | Elliot                |      |
| 7.  | How could i know      |      |
| 8.  | Pageturner            |      |
| 9.  | Stay alive            |      |
| 10. | When would you tell   |      |
| 11. | Needed                |      |